# رابین مور
رابین مور (انگلیسی: Robyn Moore؛ زادهٔ ۱۵ سپتامبر ۱۹۶۰) بازیگر اهل بریتانیا است.
از فیلم‌ها یا مجموعه‌های تلویزیونی که وی در آن‌ها نقش داشته است، می‌توان به ایست‌اندرز و پوآرو اشاره نمود.